# Britta Steffen

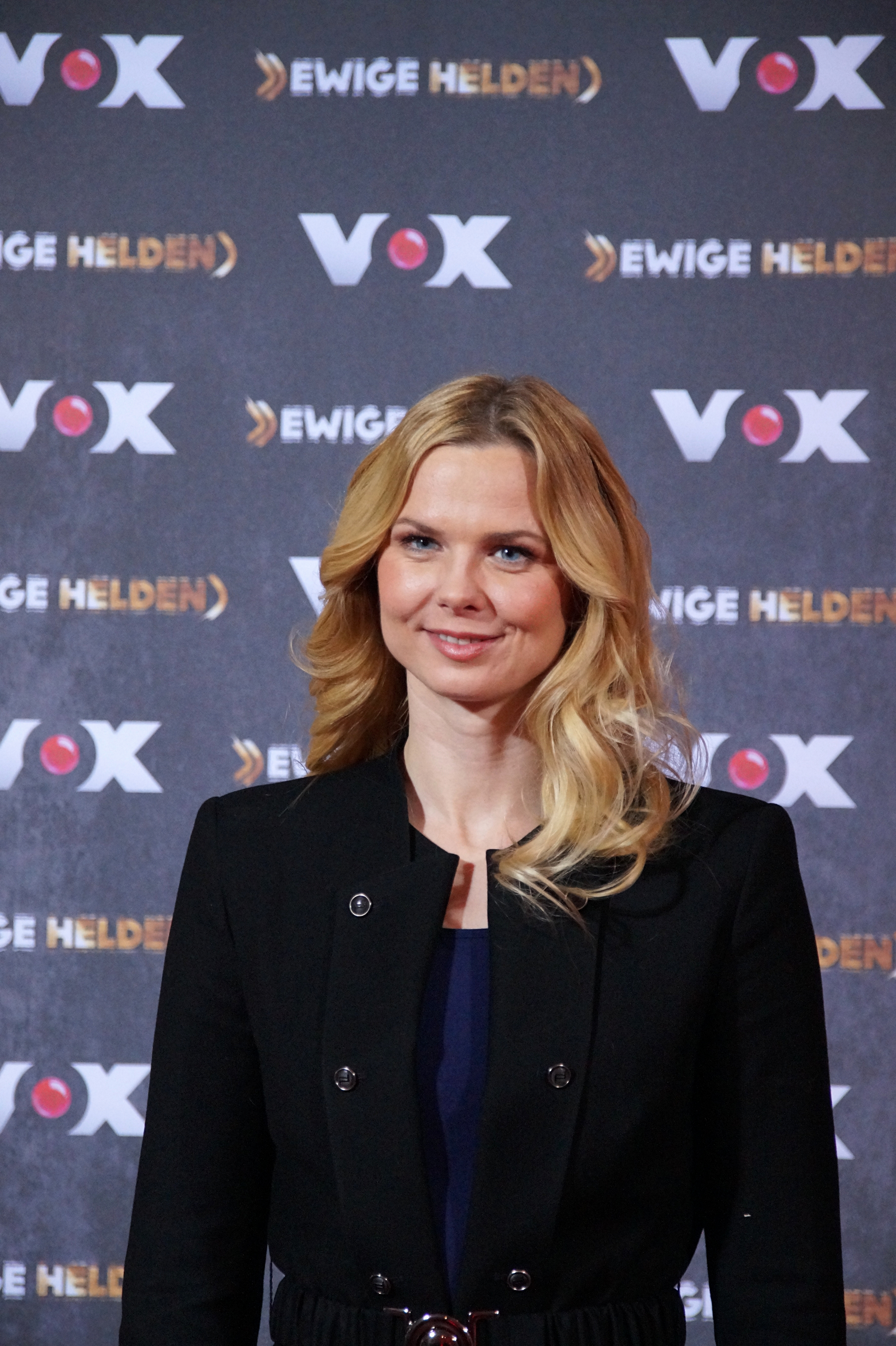
Britta Steffen beim VOX-„Ewige Helden“-Pressetermin, im Dezember 2015.

Britta Steffen (* 16. November 1983 in Schwedt/Oder) ist eine ehemalige deutsche Schwimmerin. Sie gewann während ihrer Karriere 23 Medaillen bei Olympischen Spielen sowie Welt- und Europameisterschaften, darunter zwei Olympiasiege, zwei Weltmeistertitel und neun Europameistertitel.

## Schwimmkarriere
Britta Steffen war über 50 und 100 Meter Freistil Doppelolympiasiegerin 2008, Doppelweltmeisterin 2009 und Doppeleuropameisterin 2006. Sie hielt von 2009 bis 2017 den Weltrekord über 50 Meter Freistil und erzielte mehrere Weltrekorde auch in Staffelwettbewerben. Sie trainierte unter Norbert Warnatzsch bei der SG Neukölln. Ihre Schwimmkarriere beendete sie 2013.

### Erste Phase bis Olympia 2004
Ihre Schwimmkarriere begann Britta Steffen bei der SSV PCK 90 in Schwedt. Mit zwölf Jahren wechselte sie nach Potsdam auf die Sportschule. Sie wurde dort von Trainer Mathias Pönisch in ihren Jugendjahren gefördert und geformt. In den Jahren 1998 und 1999 belegte Steffen bei Jugendmeisterschaften auf deutscher und europäischer Ebene diverse Medaillenplätze in verschiedenen Disziplinen. Allein bei den europäischen Juniorenmeisterschaften errang sie acht Siege. Bei den Deutschen Meisterschaften 2000 belegte sie als Jahrgangsbeste jeweils den dritten Platz über 50 und 200 Meter Freistil. Sie startete bei den Olympischen Spielen 2000 in Sydney als Vorlaufschwimmerin in der 4-mal-200-Meter-Freistilstaffel, die später die Bronzemedaille gewann. Außerdem belegte sie mit dem 4-mal-100-Meter-Freistilteam den vierten Platz.
Nach Olympia kam Steffen in ein Formtief. Bei den Deutschen Meisterschaften 2001 und 2002 stagnierte ihre Leistung, bei den Europameisterschaften 2002 war sie erneut nur Vorlaufschwimmerin. Nach den Europameisterschaften wechselte sie zur SG Neukölln nach Berlin, wo sie zu alter Form zurückfand. Bei den Olympischen Spielen 2004 in Athen startete Britta Steffen auf zwei Strecken, ohne aber die gesteckten Ziele zu erreichen. Enttäuscht gab sie 2004 das Schwimmen auf und begann ihr Studium. Erst im August 2005 begann sie wieder zu trainieren.

### Europameisterschaften 2006
Bei den Europameisterschaften 2006 in Budapest war sie zusammen mit Petra Dallmann, Daniela Götz und Annika Liebs Mitglied der 4-mal-100-Meter-Freistilstaffel, die in 3:35,22 Minuten zu Gold schwamm und dabei einen neuen Weltrekord aufstellte. Bei diesem Rekord schwamm sie an Position 3 ihre 100 Meter bei „fliegendem“ Start in 52,66 Sekunden, der schnellsten Zeit, die bis dahin von einer Frau über diese Strecke geschwommen wurde. Zwei Tage nach dem Staffelerfolg triumphierte sie ebenfalls in Weltrekordzeit von 53,30 Sekunden im 100-Meter-Freistilfinale. Nur 24 Stunden später gelang ihr ein dritter großer Erfolg mit Gold und Weltrekord im 4-mal-200-Meter-Freistilwettbewerb in 7:50,82 Minuten, zusammen mit Petra Dallmann, Daniela Samulski und Annika Liebs.
Am letzten Wettkampftag gewann sie auch über 50 Meter Freistil in 24,72 Sekunden und egalisierte dabei den deutschen Rekord. Nur eine Stunde später verpasste Steffen ihr fünftes Gold als Schlussschwimmerin der 4-mal-100-Meter-Lagenstaffel trotz einer famosen Aufholjagd hauchdünn und kam auf den zweiten Platz.
Mit insgesamt vier Goldmedaillen und einer Silbermedaille war Britta Steffen die erfolgreichste Athletin der Schwimmeuropameisterschaften 2006. Die Erfolge in Budapest erzielte Britta Steffen nach einer fast zweijährigen Wettkampfpause. Für große Teile der internationalen Fachwelt kam diese Leistungsexplosion überraschend. Sämtliche in den vorhergehenden Jahren durchgeführten Dopingproben hatten jedoch keine Hinweise auf Manipulation ergeben.

### Weltmeisterschaften 2007 und Olympische Spiele 2008
Bei den Weltmeisterschaften 2007 in Melbourne gewann Britta Steffen Bronze über 100 Meter Freistil in 53,74 Sekunden und verpasste damit ihr gestecktes Ziel Gold. Dagegen konnte sie mit der 4-mal-200-Meter-Freistilstaffel die Silbermedaille erkämpfen. Zusätzlich startete sie über 50 Meter Freistil, in der 4-mal-100-Meter-Lagenstaffel und in der 4-mal-100-Meter-Freistilstaffel. In allen drei Rennen konnte sie keine Medaille gewinnen.
Bei den Olympischen Spielen 2008 in Peking gewann sie in der neuen olympischen Rekordzeit von 53,12 Sekunden die Goldmedaille über 100 Meter Freistil. Dies war die erste deutsche Schwimmgoldmedaille seit dem Titel von Dagmar Hase bei den Spielen 1992 in Barcelona.
Zusätzlich gewann sie die Goldmedaille über die 50-Meter-Freistilstrecke in der Zeit von 24,06 Sekunden mit einem Vorsprung von einer Hundertstelsekunde auf Dara Torres. Sie stellte mit ihrer geschwommenen Zeit einen neuen olympischen Rekord und einen neuen Europarekord auf. Beide Titel wurden zudem mit einem Schwimmanzug geholt, der in der Fachwelt als „langsam“ eingestuft wurde.

### 2009: Weltrekorde und Weltmeisterschaften
Steffen verbesserte im Juni 2009 bei den Deutschen Meisterschaften in Berlin den zuvor von Lisbeth Trickett gehaltenen Weltrekord über 100 Meter Freistil zweimal, auf zuletzt 52,56 Sekunden.
Ihren ersten Titel bei den Weltmeisterschaften in Rom erschwamm sie in erneuter Weltrekordzeit von 52,07 Sekunden über 100 Meter Freistil. Bereits in der Qualifikation über 4-mal 100 Meter Freistil verbesserte Steffen ihren eigenen Weltrekord im Rahmen des Staffelrennens als Startschwimmerin auf 52,22 Sekunden. Das deutsche Quartett belegte mit der Besetzung (Steffen, Samulski, Dallmann, Schreiber) den zweiten Rang (3:31,82 Minuten) hinter den Weltrekord (3:31,72 min) schwimmenden Niederländerinnen. Das deutsche Team blieb dabei ebenfalls deutlich unter dem vorherigen Weltrekord (3:33,62 min). Ihre dritte Medaille gewann Britta Steffen mit der Staffel über 4-mal 100 Meter Lagen, in der sie als Schlussschwimmerin zusammen mit Daniela Samulski, Sarah Poewe und Annika Mehlhorn den dritten Platz hinter den Staffeln aus China und Australien belegte.
Am Abschlusstag der Wettkämpfe war Britta Steffen schließlich auch über 50 Meter Freistil erfolgreich. Sie gewann in neuer Weltrekordzeit von 23,73 Sekunden vor Therese Alshammar, sowie den zeitgleichen Cate Campbell und Marleen Veldhuis.

### 2011–2012: Weltmeisterschaften, Europameisterschaften und Olympische Spiele
Während der Weltmeisterschaften 2011 in Shanghai sagte Steffen, Titelverteidigerin über die 50- und 100-Meter-Freistilstrecke, nach einem für sie enttäuschenden 16. Platz in den Vorläufen über 100 Meter Freistil sowie einer langsamen Einzelzeit in der 100-Meter-Freistilstaffel alle weiteren Starts ab.
Bei den Europameisterschaften 2012 schwamm Steffen nach eigenen Angaben aus dem Training für Olympia 2012 heraus. Sie gewann Gold über 50 Meter Freistil, mit der 4-mal-100-Meter-Freistilstaffel und der 4-mal-100-Meter-Lagenstaffel sowie Silber über 100 Meter Freistil.
Bei den Olympischen Spielen 2012 in London konnte Steffen – wie auch alle anderen deutschen Beckenschwimmer – nicht an vorherige Erfolge anknüpfen und blieb medaillenlos. In den Staffeln über 4-mal 100 Meter Freistil und 4-mal 100 Meter Lagen schied sie mit ihren Teamkolleginnen als jeweils Neunte schon im Vorlauf aus. Über 100 Meter Freistil, wo sie 2008 noch Gold geholt hatte, belegte sie im Vorlauf mit 54,42 s den 15. Platz, was zum Einzug ins Halbfinale reichte. Dort konnte sie sich zwar auf 54,18 s verbessern, aber dies ergab nur einen 12. Platz, womit sie ausgeschieden war. Über 50 Meter Freistil, wo sie ebenso 2008 zu Gold geschwommen war, konnte sie sich ebenso kontinuierlich verbessern, verpasste aber eine Medaille, als sie mit 24,46 s im Finale den 4. Platz erreichte. Diese Platzierung war die beste unter allen deutschen Schwimmerinnen.
2013 beendete sie ihre Karriere, nachdem sie bereits 2011 konstatierte, dass der Aufwand für einen Titelgewinn immer größer werde und eine Platzierung jenseits der ersten Fünf „das harte Training nicht rechtfertigte“.

## Rekorde
| Deutsche Rekorde (3)                                         | Deutsche Rekorde (3) | Deutsche Rekorde (3) | Deutsche Rekorde (3) |
| ------------------------------------------------------------ | -------------------- | -------------------- | -------------------- |
| 4 × 100 m Freistil (mit Samulski, Dallmann und Schreiber)    | 3:31,82 min          | 26. Juli 2009        | Rom                  |
| 4 × 200 m Freistil (mit Dallmann, Samulski und Annika Liebs) | 7:50,82 min          | 3. August 2006       | Budapest             |
| 100 m Freistil (Kurzbahn)                                    | 0:51,74 min          | 21. November 2009    | Hannover             |
| Stand: 15.04.2025                                            |                      |                      |                      |

## Auszeichnungen
- 2006 und 2009: 2. Platz bei der Wahl zur Sportlerin des Jahres
- 2007: Verdienstorden des Landes Berlin
- 2008: Goldene Henne[6]
- 2008: Sportlerin des Jahres
- 2010: Sparkassenpreis für Vorbilder im Sport[7]
- 2019: Aufnahme in die International Swimming Hall of Fame[8]

## Privates
Parallel zu ihrer Schwimmkarriere studierte Steffen bis zu ihrem Abschluss 2012 Wirtschaftsingenieurwesen für Umwelt und Nachhaltigkeit an der Hochschule für Wirtschaft und Recht Berlin und an der Beuth Hochschule für Technik Berlin (heute Berliner Hochschule für Technik). Anschließend studierte sie Human Resources Management mit Schwerpunkt Controlling und machte im März 2017 ihren Master. 2015 gründete sie mit zwei Partnerinnen eine Coaching-Firma.
Zwischen 2010 und 2015 war Steffen mit dem Schwimmer Paul Biedermann liiert. Seitdem führt sie eine Beziehung mit dem Kameramann Lorenz Ackermann, mit dem sie zwei Söhne hat, die 2017 und 2024 geboren wurden.
Steffen lebt in Berlin-Pankow. Sie arbeitet seit 2015 gelegentlich als Gesundheitscoach für GOLT und seit dem Ende ihrer Schwimmkarriere als Laufbahnberaterin am Olympiastützpunkt Berlin.
Auf Vorschlag der Grünen-Landtagsfraktion in Brandenburg war Steffen am 13. Februar 2022 Wahlfrau der 17. Bundesversammlung.

## Trivia
Britta Steffen wurde dafür bekannt, dass sie mehrmals Medaillen verschenkt hat, zuletzt an den deutschen Hallensprecher Kai Steinbrunn in Debrecen bei den Europameisterschaften 2012.
Im Februar 2016 nahm Steffen mit anderen ehemaligen Weltklassesportlern an der Show Ewige Helden des Fernsehsenders VOX teil.